# ラングリー (ブリティッシュコロンビア州)
ラングリー市（英：The City of Langley）は、カナダ、ブリティッシュコロンビア州のメトロバンクーバーにある小都市。人口23,606人（2006年）。西はサレーに接し、それ以外はラングリー (地区)に囲まれている。